# Pre-Madonna
Pre-Madonna es una colección de maquetas de la cantante estadounidense Madonna, publicado el 10 de junio de 1997 por Stephen Bray, quien fue el productor de las canciones cuando se grabaron, y distribuido por la compañía discográfica Soultone. En los territorios europeos, el álbum llevó como título In the Beginning y Gravity Records lo puso a la venta el 16 de septiembre de 1998. Madonna conoció a Bray, en ese entonces su novio, a finales de los años 1970, cuando estaba tratando de establecer su carrera en la industria musical. Anteriormente, la cantante había abandonado la banda Breakfast Club y se contactó con él para que la ayudara a establecer su nuevo grupo; juntos comenzaron a componer canciones y las grabaron en el estudio de Nueva York The Music Building. Los temas grabados en ese momento se incluyeron en Pre-Madonna.
Aunque sin la autorización de la intérprete, el productor decidió publicar el álbum remezclando algunas de las pistas, y mantuvo a las demás en su forma original. Se incluyeron las maquetas de «Everybody» y «Burning Up», que la cantante usó tiempo después para su álbum debut homónimo, publicado en 1983. Bray eligió coincidir la publicación del álbum con el nacimiento de Lourdes, la hija de Madonna, y la promoción que recibió la película Evita, con el fin de sacar partido con la publicidad. Tras ponerse a la venta, obtuvo reseñas variadas de los críticos musicales: por un lado, se mostraron impresionados por oír las grabaciones originales, aunque otros lo catalogaron de innecesario y relleno.

## Antecedentes

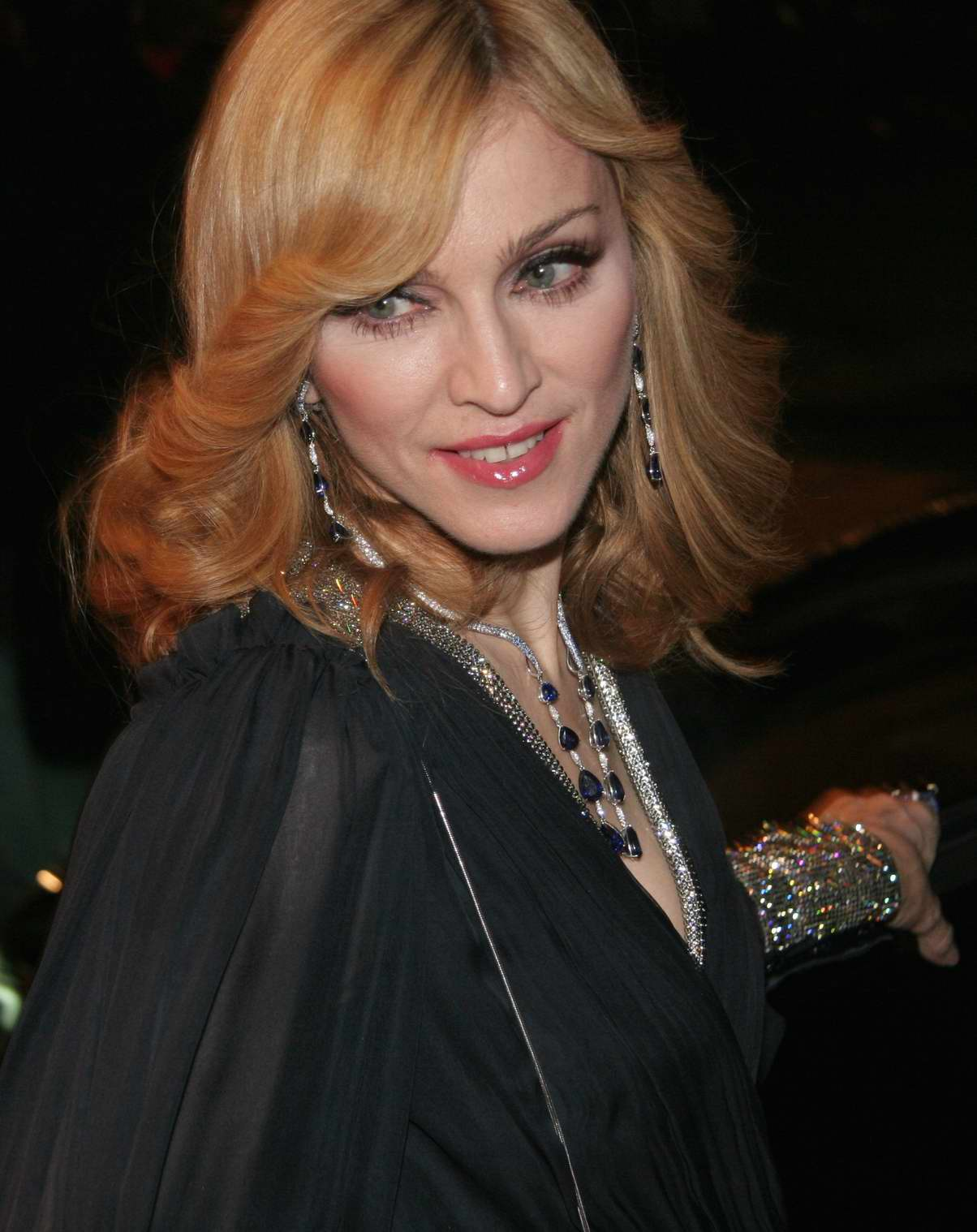
Las canciones de Pre-Madonna fueron grabadas entre 1980 y 1981, cuando la cantante trataba de establecer su carrera en la industria musical. Los temas «Everybody» y «Burning Up» fueron incluidos posteriormente en su álbum debut, Madonna, de 1983.

En 1979, Madonna estaba tratando de establecer su carrera en la industria musical. Fue la batería y la guitarrista de una banda llamada Breakfast Club, encabezada por los hermanos Gilroy, Dan y Ed. Luego de que la vocalista abandonara el grupo, Madonna fue asignada como la cantante principal, pero quería ser la única voz y se opuso a la introducción de otra acompañante, Angie Smith; esto condujo a una disputa entre ella y Dan, lo que la llevó a abandonar la banda. Posteriormente, formó otro conjunto llamado Madonna and The Sky, pero también trajo un problema en las siguientes semanas cuando su baterista principal, Mike Shenoy, quien tenía un trabajo de tiempo completo y una novia, decidió dejar el grupo.
Impávida ante la partida de Shenoy, se asoció con su entonces novio de Míchigan, Stephen Bray. Ambos se habían conocido en la Universidad de Míchigan en 1976, donde trabajaba como camarero en una discoteca de Ann Arbor. Bray solía llevar a Madonna a las giras de su banda; después de haber terminado su romance, seguían siendo buenos amigos. Cuando la cantante lo llamó con el fin de unirse a su banda, nombrada como Emmy, aceptó inmediatamente y se desempeñó como el baterista, en reemplazo de Shenoy. El objetivo principal de ella era convertirse en una artista profesional, y le pidió que la ayudara a lograr eso. Juntos empezaron a componer canciones y las grabaron en Gotham Records, en el estudio de ensayo de Nueva York llamado The Music Building. Los temas grabados incluyen «Ain't No Big Deal», «Laugh to Keep from Crying», «Crimes of Passion» y «Stay»; Bray fue el productor de todos ellos junto con algunas maquetas que Madonna había compuesto anteriormente, «Everybody» y «Burning Up». Estas dos últimas fueron seleccionadas para el primer álbum homónimo de la solista en versiones reelaboradas, no obstante, las maquetas quedaron con Bray. El productor comentó posteriormente en una entrevista a E! Online: 

«Me di cuenta de que si estoy haciendo todo este trabajo... tal vez a otras personas les gustará también. Fue muy nostálgico y agradable rememorar mis pasos como compositor y sus pasos [Madonna] como cantante».

## Composición
| «Estas pistas esculpen el sonido dance de una generación y registran la primera fase de autodefinición musical de Madonna». —Bray hablando sobre las canciones de Pre-Madonna en una entrevista a la revista Billboard. |

Cuando Bray publicó las pistas demo en un álbum, había remezclado algunas de ellas para una atracción más contemporánea. «Ain't No Big Deal» fue regrabada y puesta a la venta como el lado B de los sencillos de Madonna «Papa Don't Preach» y «True Blue». La canción cuenta con el timbre vocal agudo típico de ese entonces de la cantante y habla sobre una mujer despreocupada proclamando su amor. Según Matthew Lindsay, del sitio británico The Quietus, posee influencias de los trabajos de Michael Jackson y Donna Summer y la calificó como una «confección brillante». «Stay» y «Don't You Know» se combinaron en un solo tema, «Stay», que fue incluida en el segundo álbum de estudio de la intérprete, Like a Virgin (1984). Ambas usan ritmos triples, voces de doble pista, un ruido similar a alguien golpeando un micrófono y una secuencia hablada que se disminuye al final. Las versiones de 1981 de «Everybody», «Burning Up» y «Ain't No Big Deal» son las maquetas de las canciones publicadas oficialmente, cuyos títulos están etiquetados con el año en que fueron grabadas para diferenciarlas de las otras lanzadas de manera oficial. Según Rikky Rooksby, autor de The Complete Guide to the Music of Madonna, la versión demo de «Everybody» es más o menos igual a la original, con la única diferencia de que no contiene los grooves sintetizados añadidas en ella. Del mismo modo, la maqueta de «Burning Up» no contiene los riffs de guitarra de la grabación final. Larry Flick, de la revista Billboard, describió a «Crimes of Passion» como un número «disco condimentado»; la letra detalla cómo la infidelidad puede liberarte de una relación condenada. La voz de Madonna suena más completa en los versos y el estribillo, pero toma un tono más alto en el puente. Finalmente, «Laugh to Keep from Crying» tiene un aire de rock, donde su registro vocal suena «ebrio» según Rooksby, y la caja de ritmos respalda su voz en el estribillo. Un editor de Allmusic lo definió como un número «altamente rockero a la Pretenders».

## Publicación y recepción
En el momento en que Pre-Madonna fue publicado —en 1997—, la artista estaba en una ola de publicidad como resultado de la película Evita y su primer embarazo; Bray decidió sacar partido de la publicidad para el lanzamiento, aunque sabía que Madonna jamás aprobaría el álbum. Afirmó en una entrevista con el programa de televisión Extra que la cantante recibiría regalías por la publicación, y agregó que «no hay nada en estas cintas que fuesen vergonzosas, y solo espero que le guste tanto como a nosotros». En los países europeos, el álbum fue puesto a la venta el 16 de septiembre de 1998 bajo el título de In the Beginning, por el sello Gravity; el material contenía una portada diferente y una lista de temas reorganizados. Por último, el 25 de julio de 2003, las compañías Soultone y CD Baby publicaron nuevamente el álbum en formato CD para todos los territorios; en esta ocasión, volvió a incluirse las diez canciones originales y la misma portada.

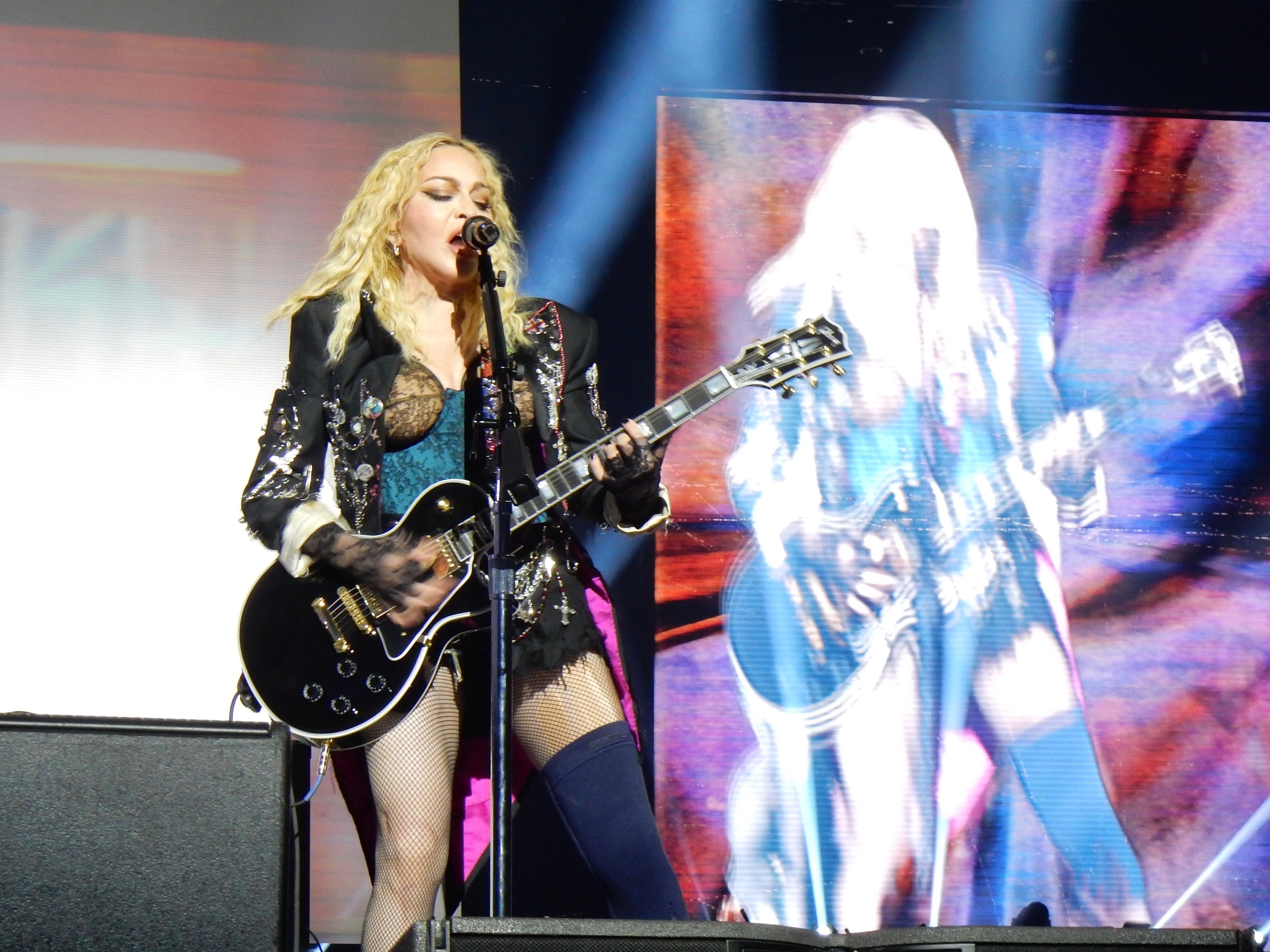
Madonna interpretando «Burning Up» en The Celebration Tour de 2023-2024. Stephen Bray incluyó la versión de 1981 y la original de la canción en Pre-Madonna.

Tras su lanzamiento, Pre-Madonna obtuvo reseñas variadas de los críticos musicales. En una opinión positiva, Mark Zug del Chicago Tribune comentó que las versiones demo eran «unas delicias para escuchar», y declaró que este era un disco digno de colección y repetición para todos los admiradores de la cantante. Marcus Errico, de E! Online, mencionó que no se puede negar que el sonido de la «marca Madonna» está presente aquí. A pesar de que Allmusic lo calificó con una estrella y media de cinco, lo nombró una interesante colección de demos y seleccionó a «Laugh to Keep From Crying» como uno de los temas más destacados del disco. Por su parte, Jasmine Temple, en su reseña para el periódico Lexington Herald-Leader, lo calificó como un «vistazo gloriosamente voyeurista —y no autorizado— al pasado de Madonna, la mujer que era en ese entonces. Puedes sentir realmente la evolución del ícono que es hoy en las canciones». Por el contrario, Mark Egan, del Rocky Mountain News, escribió que aunque las pistas tienen sentimientos en ellas, «es la entrega que carece en la voz de Madonna; sientes que algo está realmente perdido». De un modo similar, Robin DeRosa de USA Today estuvo decepcionada con el material, al decir que «se siente forzado»; DeRosa aclaró que este lanzamiento era tan innecesario como el alboroto del embarazo de Madonna. Concluyó su reseña diciendo: «Cada artista tiene grabaciones demo en sus primeras fases de carrera y en general no son buenas. Este no es diferente». David Browne, de Entertainment Weekly, calificó al álbum con una «C-» y afirmó que logra dos hazañas casi imposibles: es un nuevo hito en el álbum «relleno», y casi te hace sentir pena por Madonna. Luego de que la intérprete fuese incluida en el Salón de la Fama del Rock en 2008, Tony Sclafani, del canal de noticias estadounidense MSNBC, señaló que ninguna de las canciones de la solista se encontraban en el género del rock, «pero todos [los artistas] usan la música rock como punto de partida. La evidencia perceptible de las raíces rock de Madonna pueden encontrarse en la colección de primeros demos, Pre-Madonna». Por último, Matthew Rettenmund, de Boy Culture, incluyó a «Everybody», «Burning Up», «Stay», «Crimes of Passion», «Ain't No Big Deal», «Laugh to Keep from Crying» y «Don't You Know» en los puestos número 6, 10, 26, 74, 104, 164 y 166, respectivamente, en «La inmaculada percepción: cada canción de Madonna, de peor a mejor», una lista creada sobre los 221 temas grabados por la cantante hasta el año 2013.

## Lista de canciones
| Pre-Madonna |                                                 |              |                      |          |  |
| N.º         | Título                                          | Escritor(es) | Productor(es)        | Duración |  |
| 1.          | «Laugh to Keep from Crying»                     | Madonna      | Stephen Bray         | 3:52     |  |
| 2.          | «Crimes of Passion»                             | Madonna      | Bray · Tony Shepperd | 3:44     |  |
| 3.          | «Ain't No Big Deal» (edición de 1997)           | Bray         | Bray · Tony Shepperd | 4:02     |  |
| 4.          | «Everybody» (versión de 1997)                   | Madonna      | Bray · Tony Shepperd | 4:51     |  |
| 5.          | «Burning Up»                                    | Madonna      | Bray                 | 4:06     |  |
| 6.          | «Ain't No Big Deal» (versión de 1981)           | Bray         | Bray                 | 6:41     |  |
| 7.          | «Everybody» (versión de 1981)                   | Madonna      | Bray                 | 4:51     |  |
| 8.          | «Stay» (versión de 1981)                        | Madonna      | Bray                 | 4:22     |  |
| 9.          | «Don't You Know»                                | Madonna      | Bray                 | 4:33     |  |
| 10.         | «Ain't No Big Deal» (versión extendida de 1997) | Stephen Bray | Bray · Tony Shepperd | 6:50     |  |
| 47:27       |                                                 |              |                      |          |  |

| In the Beginning |                                       |              |                      |          |  |
| N.º              | Título                                | Escritor(es) | Productor(es)        | Duración |  |
| 1.               | «Crimes of Passion»                   | Madonna      | Bray · Tony Shepperd | 3:44     |  |
| 2.               | «Everybody» (versión de 1997)         | Madonna      | Bray · Tony Shepperd | 4:52     |  |
| 3.               | «Ain't No Big Deal» (edición de 1997) | Bray         | Bray · Tony Shepperd | 4:02     |  |
| 4.               | «Laugh to Keep from Crying»           | Madonna      | Bray                 | 3:51     |  |
| 5.               | «Burning Up»                          | Madonna      | Bray                 | 4:06     |  |
| 6.               | «Ain't No Big Deal» (versión de 1981) | Bray         | Bray                 | 6:41     |  |
| 7.               | «Everybody» (versión de 1981)         | Madonna      | Bray                 | 4:51     |  |
| 8.               | «Stay» (versión de 1981)              | Madonna      | Bray                 | 4:23     |  |
| 9.               | «Don't You Know»                      | Madonna      | Bray                 | 4:31     |  |
| 41:01            |                                       |              |                      |          |  |

## Créditos y personal
- Grabado entre 1980 y 1981 en los estudios Music Building de Nueva York, Estados Unidos.[2]

- Madonna: artista principal, composición, voz, guitarra y batería.
- Stephen Bray: composición, producción, guitarra, batería, bajo y teclado.
- Tony Shepperd: producción y mezcla.
- Nick Matzorkis: producción ejecutiva.
- Robert Rich: producción ejecutiva.
- Kevin Gray: masterización.
- Jamie Muhoberac: teclado.
- Paul Pesco: guitarra.
- Viveka Davis: fotografía.
- DZN: portada (diseño).
- Nick Matzorkis: portada (concepto del diseño).
- Dr. K.E.B. Rhythm: programación (batería).

Fuentes: Discogs y notas del álbum.